# (1981) Мидас
(1981) Мидас (греч. Μίδας) — небольшой околоземный астероид из группы аполлонов, характеризующийся крайне вытянутой орбитой, с эксцентриситетом почти 0,65, что позволяет ему значительно изменять своё расстояние от Солнца, в процессе своего движения и пересекать орбиты Венеры, Земли и Марса. Астероид был обнаружен 6 марта 1973 года американским астрономом Чарльзом Ковалем в Паламарской обсерватории и назван в честь Мидаса, царя Фригии, который, согласно древнегреческой мифологии, был способен превращать в золото всё, к чему бы он не прикоснулся.

Орбита астероида Мидас и его положение в Солнечной системе
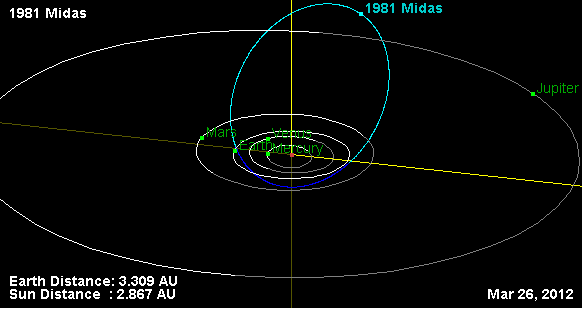
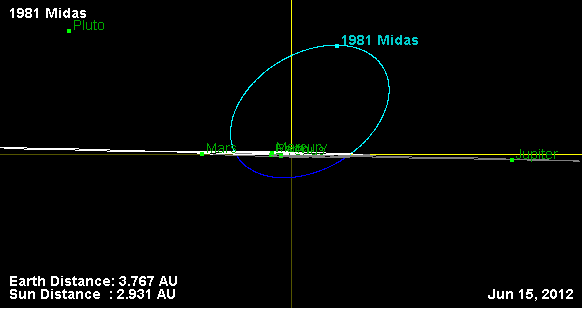
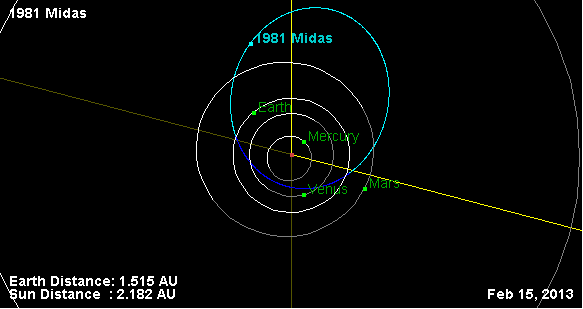

Во время своего последнего тесного сближения с Землёй, которое состоялось в марте 1992 года, он пролетел рядом с Землёй на расстоянии 19,9 млн км. Следующее тесное сближение ожидается в марте 2018 года, когда он сблизится на расстояние до 13,4 млн км, а его видимая звёздная величина достигнет значения 12,3m.